# Vera Brežněvová
Vera Haluška (ukrajinsky Віра Вікторівна Галушка, rusky Ве́ра Ви́кторовна Галушка; * 3. února 1982, Dniprodzeržynsk) je ukrajinská pop-rocková zpěvačka a herečka, která vystupuje pod uměleckým jménem Vera Brežněvová, také Věra Brežněva (ukrajinsky Ві́ра Бре́жнєва, rusky Вера Брежнева).

## Osobní a profesní život
První velký úspěch získala Vera Halušková v roce 2003, kdy se stala členkou populární dívčí skupiny VIA Gra, známé v mimo rusky mluvící prostor jako Nu Virgos. V roce 2007 opustila skupinu, aby začala sólovou kariéru. Na jaře 2008 roku nazpívala svůj první singl Ja ně igraju. Je považována za nejkrásnější ženu své země a její hudba je vysoce ceněna nejen na Ukrajině, ale i v zahraničí. Podle časopisu „Maxim“ je nejpřitažlivější ženou ruského šoubyznysu. 30. března 2001 roku porodila dceru Soňu, jíž otcem je Vitalij Vojčenko (rusky Виталий Войченко). V letech 2006-2012 Věřiným manželem byl ukrajinský podnikatel Michail Kiperman. Z tohoto vztahu má dcerku Saru (2009). V roce 2013 se stal jejím partnerem o deset let starší ruský režisér litevského původu Maryus (Marjus) Vajsberg (rusky Марюс Вайсберг, vlastním jménem se jmenuje Marius Balčiūnas). V roce 2015 se vdala za ukrajinského skladatele gruzínského původu Konstantina Meladzeho. Jeho bratrem je ruský zpěvák Valerij Meladze. V řinu 2023 oznámila, že se s manželem rozvedli.

## Filmografie (výběr)
- 2009 – Ljubov v bolšom gorodě (Rusko) / Любовь в большом городе (Láska ve velkém městě)